# Bienen von Malia

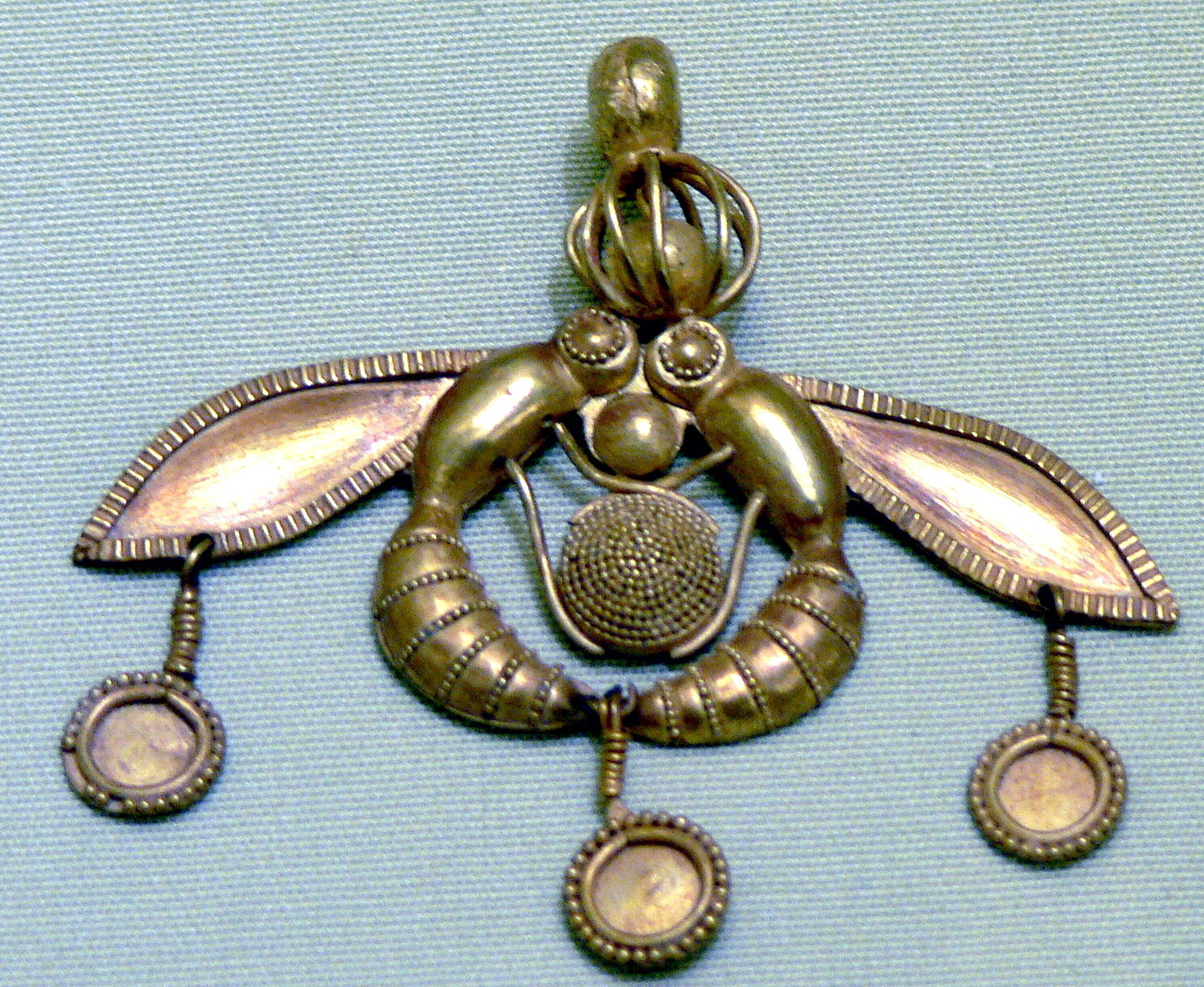
Bienen von Malia

Bienen von Malia (griechisch Χρυσό κόσμημα των μελισσών) nennt man einen goldenen Anhänger aus minoischer Zeit, der in Malia auf Kreta entdeckt wurde und der heute im Archäologischen Museum von Iraklio (Inv.-Nr.: AMI 559) ausgestellt ist.
Die Bienen von Malia wurden 1930 von den französischen Archäologen Fernand Chapouthier und Pierre Demargne in der Nekropole von Chrysolakkos entdeckt. Der Anhänger hat eine Breite von 4,9 cm und eine Höhe von 4,6 cm. Dargestellt sind zwei Bienen oder Wespen, die an einem Honigtropfen saugen. Nach anderer Interpretation legen sie den Honigtropfen in einer Wabe ab, die sich zwischen ihnen befindet. Die Körper der Insekten sind um die Wabe gekrümmt, so dass sie zusammen einen Kreis bilden. Über den Köpfen der Bienen befindet sich eine Goldkugel in einem Drahtkäfig. An den beiden Flügeln und dort, wo sich ihre Stacheln berühren, hängt jeweils eine Scheibe mit granuliertem Rand herab. Die Goldkügelchen der Granulation auf der Wabe und den Hinterleibern der Insekten haben einen Durchmesser von etwa 0,4 mm.
Der Malia-Anhänger wurde unterschiedlich interpretiert. Gängig ist die Deutung, er stelle ein Bienenpaar dar. Aber die Insekten sind keine Bienen. Die Insekten wurden Hymenoptera, Unterordnung Apocrita, Infraorder Aculeata nachempfunden. Auf Artenebene wurden die Gelbköpfige Dolchwespe (Megascolia maculata) als Modell für die Insekten und die Früchte des einheimischen kretischen Krauts Apulischer Zirmet (Tordylium apulum) als Modell für die drei am Anhänger hängenden Scheiben vorgeschlagen.
Das Schmuckstück wurde zwischen 1800 und 1700 v. Chr. am Ende der Altpalastzeit hergestellt und gilt als Meisterwerk der Minoischen Kunst.